# Stațiunea balneoclimaterică „Codru”
Stațiunea balneară „Codru” este o stațiune balneoclimaterică amplasată în centrul Republicii Moldova, în localitatea Hîrjauca din raionul Călărași.
Izvoarele cu ape minerale curative din zona respectivă constituie o sursă importantă pentru tratament, iar calitatea aerului în zona satului Hîrjauca este recunoscută ca fiind cu efect terapeutic și face parte din complexul de resurse importante ale balneoterapiei practicate de stațiunea balneară.

## Istoric
Stațiunea a fost deschisă în 1959 pe teritoriul fostului spital balneologic, care la rândul său fusese creat pe teritoriul mănăstirii Hârjauca, închisă pe atunci de sovietici.
În 1974, a început construcția complexului sanatorial nou. În 1978 a fost dat în folosință blocul nr. 1 de dormitoare și cantina, în 1981 – policlinica, în 1982 – blocul 2 de dormitoare și în 1983 – căminul cultural. În 2002 stațiunea a fost conectată la conducta de gaze și din 2003 s-a deschis pentru anul întreg.

## Tratare
În stațiune se tratează maladii ale aparatului digestiv, ale sistemului nervos central și periferic, ale aparatului locomotor, ale căilor respiratorii, maladiile ginecologice, maladiile sistemului urinar. Sanatoriul oferă următoarele resurse și servicii pentru tratament: buvet cu apă minerală; băi cu nămol; secție de fizioterapie; cabinet stomatologic; cantină; cabinet de ultrasonografie; cabinete de masaj; fitocabinet, etc.

## Capacități de cazare
Blocurile hoteliere, ajung la o capacitate de 460 de locuri.

## Legături externe
- Sanatoriul „CODRU”, Călărași Arhivat în 17 martie 2015, la Wayback Machine. pe enjoytravel.md
- Stațiunea balneoclimaterică „Codru” SRL pe kompass.com